# История почты и почтовых марок Судана
История почты и почтовых марок Судана характеризуется тремя основными этапами: периодом англо-египетской оккупации Судана (с выпуском собственных почтовых марок в 1897—1952 годах), периодом самоуправления (переходным переодом к независимости) в 1953—1955 годах и периодом после обретения независимости в 1956 году. Каждый из этих этапов сопровождался и ознаменован выпуском собственных почтовых марок.
Судан входит в число стран — членов Всемирного почтового союза (ВПС; с 1956), где его представляет официальный национальный почтовый оператор — компания Sudapost.

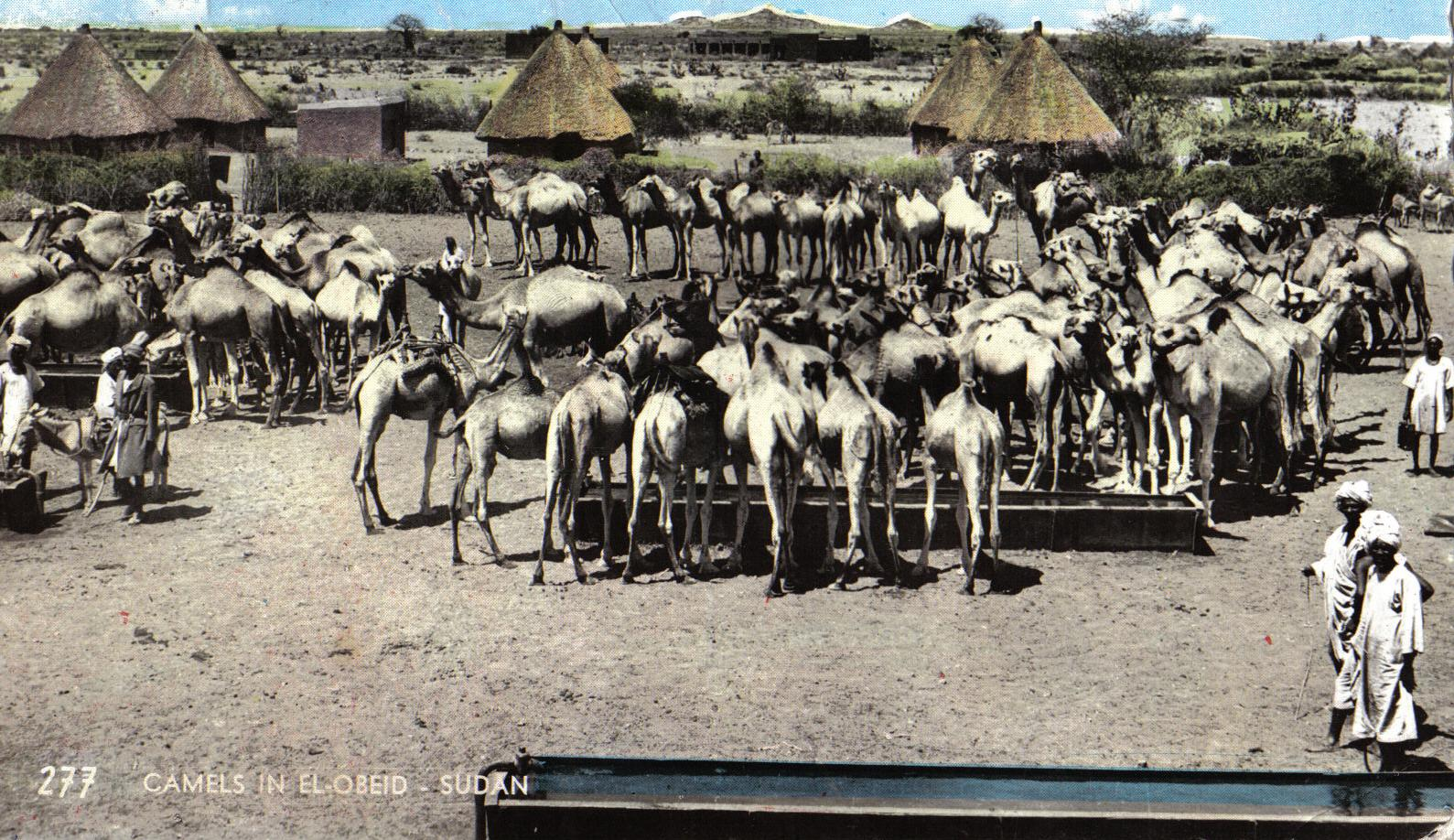
Верблюды в Эль-Обейде на открытке Судана (не позднее 1966 года)

## Развитие почты
Первые почтовые отделения в Судане открылись в 1858 году в Суакине, около 1867 года — в Кассале, в 1873 году — в Вади-Хальфе, Донголе, Бербере и Хартуме, в 1877 году — в Сеннаре, Каркуке (Karkouk), Фазокле (Fazoglu), Гедарефе, Эль-Обейде, Эль-Фашере и Фашоде (ныне Кодок — англ. Kodok). До 1881 года на территории Судана функционировала египетская почта. Для обеспечения почтовой связи использовались верблюжья почта и пароходы по Нилу. Британский губернатор генерал Гордон расширил курсирование почты до Экваториальной провинции, однако использовал её исключительно для служебного сообщения и без взимания почтового сбора, поэтому на территории к югу от Хартума в почтовых марках не было нужды. Известны письма, посланные Гордоном и другими из Экватории (англ. Equatoria), которые франкировались в Хартуме и направлялись оттуда дальше. В то же время в Суакине в марте — июле 1885 года применялись почтовые марки Великобритании номиналом в 2½ и 5 пенсов.
Восстание махдистов, вспыхнувшее в 1881 году, привело к закрытию всех египетских почтовых отделений между 1882 и 1884 годами. Кульминацией восстания стало падение Хартума и гибель генерала Гордона в 1885 году. Египтяне и англичане вывели свои войска из Судана, и тот остался без почтовой связи вплоть до начала повторного завоевания Судана в 1896 году. После начала военных действий в марте 1896 года в войсках была организована почтовая служба, но почтовых марок в обращении не было.
В 1894—1896 годах действовало итальянское почтовое отделение в Кассале.
После повторного захвата британцами Судана в 1897—1898 годах и введения англо-египетского управления была создана самостоятельная почта. До выпуска собственных почтовых марок Судана в 1897 году в наличии имелись египетские почтовые марки. Объём пересылаемой корреспонденции был незначителен, и в обращении было лишь несколько марок. Есть также сведения об использовании в Суакине почтовых марок Индии, погашенных почтовым штемпелем «Sawakin» или «Souakin», в период с 1884 по 1899 год.
Почтовая служба осуществлялась военными властями до 1903 года, но при этом применялись гражданские почтовые штемпеля. На корреспонденции, собранной в сельских почтовых пунктах, ставилось характерное ромбовидно-точечное гашение «ретта» (retta). Для почтового сообщения использовались передвижные почтовые отделения на пароходах и железной дороге.
В период самоуправления, в 1953—1954 годах, в Судане издавались марки стандартной («верблюжьей») серии с новой надписью (помимо названия страны) «Self Government» («Самоуправление»).
Получив полную независимость в 1956 году, Судан стал развивать собственную государственную почтовую систему и 27 июля 1956 года был принят в ряды ВПС.

## Выпуски почтовых марок

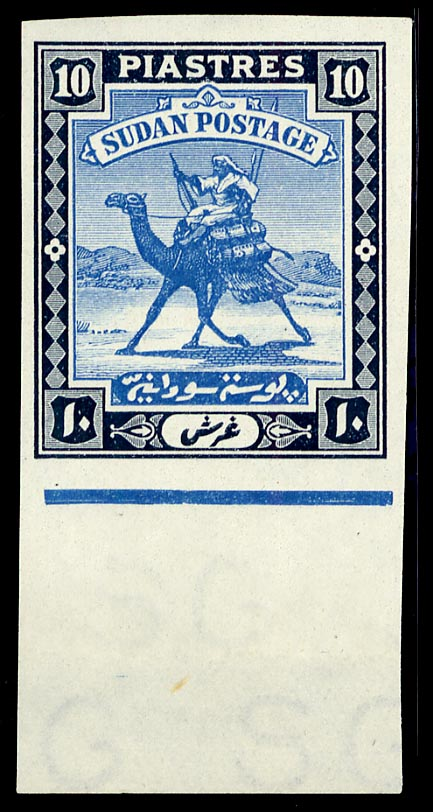
Стандартная марка Англо-Египетского Судана из наиболее распространённой серии с изображением почтальона пустыни на верблюде, проба цвета, 1927(Sc #49)

### Первые марки Англо-Египетского Судана
1 марта 1897 года в почтовые отделения поступили египетские почтовые марки того периода с надпечаткой фр. «SOUDAN» («Судан») на французском, а также на арабском языках. Номиналы этих марок: 1, 2, 3 и 5 милльемов, 1, 2, 5 и 10 пиастров (Sc #1—8). Надпечатка была выполнена в национальной типографии Imprimerie Nationale (Булак, Каир, Египет).

### «Верблюжья» серия
1 марта 1898 года в обращение вышли почтовые марки оригинального рисунка (всадник на верблюде), получившие название «Верблюд», или «Почтальон пустыни», напечатанные компанией Thos De La Rue & Co. В основу рисунка марок положен оригинальный эскиз полковника Э. С. Стэнтона (E. S. Stanton CMG), выполненный по просьбе Герберта Китченера. Этот рисунок продолжал использоваться для стандартных марок Судана до 1954 года.

### Последующие эмиссии
Первый памятный выпуск Англо-Египетского Судана состоялся в 1935 году. После провозглашения независимости 1 января 1956 года стали выходить знаки почтовой оплаты свободного Судана. Обретение независимости было отмечено коммеморативным выпуском 15 сентября 1956 года.
Первый почтовый блок Судана увидел свет 1 марта 1961 года.
Всего, по данным Л. Л. Лепешинского, за период с 1897 по 1963 год в Судане были изданы 201 почтовая марка и один блок, содержавшие надписи на оригинальных марках на английском («Sudan postage» — «Почтовый сбор Судана») и арабском языках.
На марках Судана, как и на марках ряда других мусульманских стран, указывается наступающий год Хиджры, начало которого приходится на 1 мухаррама — первого месяца лунного календаря Хиджры. Так, в 1975 году был указан 1395 год.

## Другие виды почтовых марок

### Доплатные
Суданские доплатные марки находились в почтовом употреблении начиная с 1897 года. На оригинальных марках стояли английские («Sudan postage tax» — «Почтовая доплата Судана») и арабские надписи. Известно 15 доплатных марок этой страны, последний выпуск которых был осуществлён 1 января 1948 года.

### Служебные
Служебные марки издавались с 1900 года, однако, по данным каталога «Скотт», первые марки этого вида поступили в продажу в 1902 году. В 1905 году выходили особые служебные марки для армии.
По сведениям Л. Л. Лепешинского, до 1963 года в Судане было выпущено 122 служебных марки. При этом на них делались следующие надпечатки или проколы на английском языке:
- «O. S. G. S.» («На службе правительства Судана»);
- «Army official» («Армейская служебная»), «Army service», «AS» («Армейская служба»);
- «S. G.» («Правительство Судана»).

На служебных марках также имеются арабские надпечатки и надписи.

### Авиапочтовые
Первые авиапочтовые марки были изготовлены в 1931 году, а 1 июля 1950 года была эмитирована серия особых авиапочтовых служебных марок. Авиапочтовые марки несут соответствующие английские («Sudan air mail» — «Суданская авиапочта») и арабские надпечатки и надписи.

## Каталогизация
В английских каталогах «Стэнли Гиббонс» почтовым выпускам Англо-Египетского Судана отводится место в «красных» томах для марок Великобритании и Содружества наций:

Каталог «Стэнли Гиббонс» (красный, 2007) для Британской империи и Содружества (1840—1952), на обложке которого справа посредине можно увидеть марку Англо-Египетского Судана 1941 года, номиналом в 8 пиастров и с суданским пейзажем

Находившиеся в обращении на территории Судана марочные эмиссии колониального периода указаны также в объединённом («жёлтом») томе каталога «Стэнли Гиббонс» для марок Британской Восточной Африки (с Египтом и Суданом).

## Цельные вещи
Первыми цельными вещами, выпущенными для Судана, стали почтовые карточки, маркированные конверты и почтовые листы в 1887 году и бандероли в 1898 году. Они были выполнены с помощью надпечаток на цельных вещах Египта. Конверты для заказных писем впервые были эмитированы в 1908 году, а аэрограммы — в 1951 году.

## Фальсификации
Существуют фальшивые марки, сделанные якобы от имени суданской почтовой администрации. В частности, официальное руководство почты Судана объявило нелегитимными выпуски, относящиеся к 2003 году и изображающие папу Иоанна Павла II:
- два различных малых листа по шесть марок,
- два различающихся почтовых блока с двумя марками.

## Коллекционирование
Филателисты, интересующиеся историей почты и почтовых марок Судана, объединяются в Группу изучения Судана (Sudan Study Group). Она основанная в 1977 году членами Ассоциации восточной филателии Лондона (англ. Oriental Philatelic Association of London — OPAL), включает 110 коллекционеров из разных стран мира и публикует информационный листок и журнал «Верблюжья почта» (англ. «The Camel Post»).
В Хартуме при бывшем Министерстве почт, телеграфов и телефонов Судана было организовано Филателистическое бюро, через которое можно приобрести новые выпуски марок Судана.